# Sarracenia rosea
Sarracenia rosea är en flugtrumpetväxtart som beskrevs av R.F.C. Naczi, F. W. Case och R.B. Case. Sarracenia rosea ingår i släktet flugtrumpeter, och familjen flugtrumpetväxter. Inga underarter finns listade i Catalogue of Life.